# Narcoguerrilla
El término narcoguerrilla se le atribuye al embajador de los Estados Unidos en Bogotá, Lewis Tamb quien lo utilizó por primera vez en 1982, y quien, dos o tres años después en Costa Rica, fuera implicado en el narcotráfico destinado a financiar la Contra.

## Definición
Pudiéramos definir narcoguerrilla como la simbiosis entre grupos guerrilleros (especialmente los de índole marxista) y grupos de narcotráfico. Usualmente se les identifica como contraparte del Narco-paramilitarismo, que es la simbiosis de grupos paramilitares (usualmente de extrema-derecha) con grupos del narcotráfico. 
Aunque en teoría pudiera parecer que estos grupos difícilmente tienen algo en común, en la práctica es todo lo contrario, y esta simbiosis suele florecer de manera tal que muchas veces los intereses de ambos llegan a confundirse en uno sólo, y resulta imposible saber si se trata de movimientos políticos que se dedican al tráfico de drogas como una fuente colateral de ingresos o si son traficantes que tienen preocupaciones de índole política.
Incluso los Estados Unidos se han visto implicados en el uso del dinero del narcotráfico para subvencionar a las guerrillas, como ocurrió en el caso de los Contras nicaragüenses (que en este caso eran de derecha anti-marxista).
En determinados casos, la relación simbiótica de grupos guerrilleros con grupos de narcotraficantes llega a ser tan profunda que se torna imposible distinguir si es una organización en búsqueda de un objetivo político, o de una agrupación que actúa como brazo armado del narcotráfico.

## Orígenes
Uno de los primeros antecedentes de organizaciones guerrilleras subvencionadas por la venta de narcóticos fue el M-26-7. Después del desembarco-naufragio del yate expedicionario Granma, Fidel se queda con un grupo de hombres dispersos en la Sierra Maestra, desorientados y con escasas provisiones para emprender la lucha armada contra el régimen de Batista.
Crescencio Pérez era un campesino de la zona, productor de marihuana. Al enterarse del desembarco, envía a su encuentro a uno de sus hombres, el arriero de mulas Guillermo García Frías, a la sazón de 28 años, que era uno de los que bajaban los cargamentos de marihuana hasta zonas más accesibles.
Crescencio Pérez los escondió, les dio que comer para que no se murieran de hambre y les sirvió de guía. Sus contactos fueron en varias ocasiones a recoger dinero que les mandaba Ángel, el padre de Fidel.
Obviamente Crescencio Pérez vio al puñado de rebeldes como una fuerza de apoyo que haría dudar a las tropas de la Guardia Rural de subir hasta los lugares más inhóspitos de la Sierra Maestra en donde tenía sus plantaciones de marihuana. Fidel supo que sin la ayuda de este hombre estaba perdido.
El 2 de marzo de 1957, Crescencio Pérez se suma a las tropas definitivamente con dos de sus lugartenientes, "Vilo" Acuña y Hermes Cordero.
Posterior al triunfo de la Revolución por parte del Ejército Rebelde, Pérez ostentaría cargos de relevancia en la implementación de la Reforma Agraria llevada adelante por los revolucionarios cubanos.

## Años 80 y 90
Tiempo después en Chile, en la dictadura cívico militar, existieron acusaciones de narcotráfico contra Augusto Pinochet. Los antecedentes de la pasta base en Chile comienzan finalizando los ochenta, se dice que fue para financiar grupos paramilitares de derecha y otros mismos militares del Ejército de Chile vendiendo al por mayor a personas clase baja pero permitiéndoles que aboné el importe posteriormente para así poderlas vender más rápido y fácilmente, formándose así los primeros grupos de traficantes de pasta base en Chile.
Estados Unidos financió con narcotráfico a los contras.
En Colombia el Comando Ricardo Franco disidencia de las FARC-EP fue financiada por narcotráfico. Otras guerrillas como las FARC-EP,el ELN y el EPL se dedicaron a proteger cultivos ilícitos y cobraron impuestos a narcotraficantes, incluso mantendrían guerras y relaciones con estos grupos, posteriormente los narcotraficantes crearon grupos narcoparamilitares para combatir a las guerrillas como el Muerte a Secuestradores, otros grupos que derivaron en 1997 en las Autodefensas Unidas de Colombia.

## Estado Actual
Los movimientos narcoguerrilleros han tenido éxito en dependencia del país en que operan. Así en algunos casos se han dado alianzas entre grupos paramilitares con narcotraficantes, o por paramilitares con fuerzas policiales y/o militares, por narcos con políticos, por narcos con empresarios, por narcos con guerrilleros.
Si bien hay guerrillas que rechazan cualquier tipo de contacto con los narcos (el Ejército Zapatista de Liberación Nacional (EZLN) de México es quizá un ejemplo de ello), hay guerrillas como las desmovilizadas Fuerzas Armadas Revolucionarias de Colombia (FARC-EP), y actualmente el Ejército de Liberación Nacional (ELN) y las Disidencias de las FARC-EP que mantienen relaciones ambivalentes con el narcotráfico. Al enfrentamiento entre narcos y guerrilleros a través de los narcoparamilitares, como fueron Muerte a Secuestradores y las Autodefensas Unidas de Colombia (AUC), en determinadas zonas, se alterna en otras regiones, el establecimiento de vínculos algunos coyunturales, otros se sospecha más estructurales entre los mismos actores. Esta última situación ha permitido a Washington retomar el concepto de la narcoguerrilla con un agravante, la inserción del terrorismo en el escenario latinoamericano.